# Epicrisias eschara
Epicrisias eschara là một loài bướm đêm thuộc phân họ Arctiinae, họ Erebidae.